# Холенко, Александр Андреевич
Алекса́ндр Андре́евич Холе́нко (8 сентября 1984, Лучегорск), выступающий под псевдонимом DZA — российский композитор и продюсер, основатель и владелец независимого музыкального лейбла. Участник рок-группы Мумий Тролль.

## Биография
Родился 8 сентября 1984 года в Лучегорске, детство и юность провёл во Владивостоке. В 2003 году переехал в Москву, где на протяжении некоторого времени работал продавцом в одном из музыкальных магазинов на «Горбушке». Впоследствии увлечение электронной музыкой переросло из увлечения в профессию. На данный момент DZA — один из ярких представителей русской электронной музыки на мировой сцене. С конца 2017 года живёт в Токио.

### Музыкальная карьера
Музыкальную карьеру начинал в качестве тёрнтейблиста. В данном амплуа сотрудничал с музыкальным коллективом Fat Complex и пост-панк-группой In a Nutshell.
В 2004 году основал творческое объединение «how2make» и одноимённый лейбл. В 2009 году участвовал в создании спектакля «Копы в огне», выступив в качестве композитора.
Широкую известность получил в 2010 году, когда был отобран организаторами ежегодного международного музыкального фестиваля Red Bull Music Academy в качестве участника от России и приглашён для выступления в Лондоне. Этому предшествовало подписание контракта с итальянским лейблом Error Broadcast, на котором 28 марта состоялся первый зарубежный релиз артиста — альбом Five-Finger Discount. 18 июля 2011 года итальянский лейбл также выпустил мини-альбом Zoo Keeper EP, который вышел как в цифровом виде для свободного скачивания, так и в виде 12-дюймовой прозрачной грампластинки.
8 ноября 2010 года Александр Холенко стал героем большой статьи о современной электронной музыкальной сцене России, опубликованной влиятельным американским электронным изданием Pitchfork.
В 2011 году принял участие в трибьют-альбоме «Делай меня точно», посвящённом группе «Мумий Тролль», записав кавер-версию песни «Скорость». Стал участником ежегодного международного фестиваля современной музыки Sónar в Барселоне.
В феврале 2018 года вышел альбом Software, где фокус музыканта заметно сместился в сторону клубной танцевальной музыки.
2 апреля 2021 года, DZA выпустил первый, за долгое время лонг-плей BASCAR. Альбом вышел на Лос-Анджелесском лейбле Alpha Pup, принадлежащий легендарному продюсеру Daddy Kev. Артворк к альбому создавал известный Русский художник, Василий Зорин, сотрудник компаний Blizzard и Valve. Альбом состоит из записей сделанных в течение 2017-2018 годов, во время поездок в Японию, при помощи семплеров Elektron и Teenage Engeneering

### Группа «Cut2Kill»
Cut2Kill — проект российских электронщиков DZA и Mujuice, решивших объединиться после нескольких совместных проектов. Хотя в музыке Cut2Kill можно расслышать и модный восьмибитный хип-хоп, своей целью парни заявляют возрождение рейва 90-х. Первый совместный релиз был записан direct-to-disc, сразу на винил в лондонской студии Metropolis. Аналогичным способом — напрямую в реальном времени — записана и цифровая версия.
Группа «Мумий Тролль»
В мае 2013 года DZA начинает выступать в составе группы «Мумий Тролль», а также принимает участие в продюсировании и записи новых треков группы. С участием Александра записаны альбомы SOS Матросу, Пиратские Копии, ВОСТОК Х СЕВЕРОЗАПАД, Призраки Завтра и После Зла.
Проект «Nana The Shrimp»
Летом 2018, совместно с художниками Анной Cattish и Стасом Башкатовым из студии HonkFu, был создан Инстаграм аккаунт виртуального персонажа по имени Nana The Shrimp. В течение одного месяца, Нана набрала более 50к подписчиков, и опубликовала аудио-визуальный альбом Fake ID, при поддержке Apple Music. Позднее вышла дополненная версия альбома, с ремиксами от Daisuke Tanabe и Mujuice. В конкурсе «Нарисуй Нану в своем стиле» в течение одной недели, приняли участие более 1000 художников со всего света.

## Дискография

### Релизы
- Sets (2005, под псевдонимом Dzhem; совместно с Mujuice)
- Bublle Grog (2008, под псевдонимом Dzhem)
- DZA — Five-Finger Discount (2010)
- DZA- Five Finger Remixes (2011)
- DZA — Super Shark EP (2011)
- DZA — Zoo Keeper EP (2011)
- DZA — DZA DOG: BEATTAPE VOL.1 (2011)
- DZA- Surrender EP (2012)
- Мумий Тролль — Sos Матросу (2013)
- DZA — Big Bang EP (2014)
- DZA x Kidkanevil — Kaiju EP (2014)
- DZA — Robo Army (2015)
- KIDZ — Don’t Turn Away (feat. Yuri Makarichev) (2015, совместный проект DZA и Crazy Astronaut)
- Мумий Тролль — Пиратские Копии (2015)
- DZA — Akiba-3 (2016)
- DZA — Red Worm (2017)
- DZA — Software (2018)
- Мумий Тролль — ВОСТОК Х СЕВЕРОЗАПАД (2018)
- Nana The Shrimp feat. DZA — Fake ID (2018)
- Мумий Тролль — Призраки Завтра (2020)
- Мумий Тролль — После зла (2020)
- DZA — BASCAR (2021)

### Коллаборации и сборники
- MIGZ 2009 (2009)
- Делай меня точно (2011)
- Mooncircle — 10th Anniversary Compilation (2012)
- AMAI #3/4 DZA / Herrmutt Lobby & Richard Colvaen  (2012)
- CVPELLV — Phonogram (feat. DZA) (2016)
- CVPELLV — Pure Energy 7.0 (feat. DZA) (2017)
- CVPELLV — Slow Down (feat. DZA) (2017)
- CVPELLV — Whatsup (feat. DZA) (2017)
- CVPELLV & J'suis Roman feat. DZA — Hitachi (OST "ПАТТЕРН") (2024)
- Catch Your Wave (2021)

## Фильмография

### Композитор
- 2016 — «X-Story»
- 2020 — «Академия Косми»
- 2021 — «Моднюша»
- 2023 — «Journey»

## Интересные факты
- Является большим поклонником игровых приставок. В личной коллекции имеет игровые системы 3-го, 4-го, 5-го, 6-го, 7-го и 8-го поколений, а также обширную игротеку[15]. На концертах использует джойстики от игровых приставок в качестве миди-контроллеров[3].
- Коллекционирует швейцарские часы в рамках проекта МС Василий.